# Hauptstraße 14 (Berlin-Französisch Buchholz)

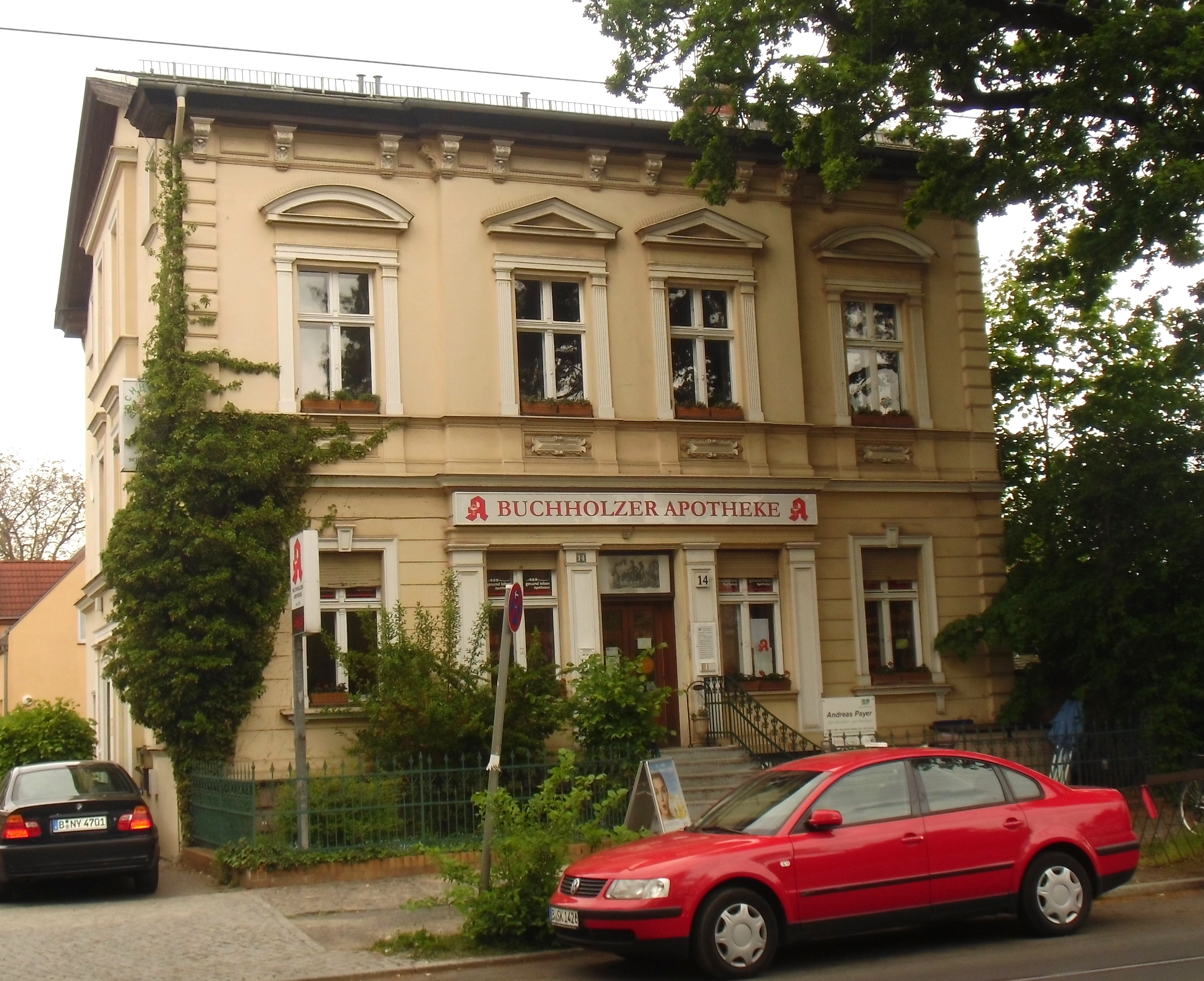
Wohnhaus mit Apotheke Hauptstraße 14

Die Hauptstraße 14 ist ein Wohnhaus mit Apotheke und ein Baudenkmal in der Hauptstraße im Ortsteil Französisch Buchholz des Berliner Bezirks Pankow.

## Geschichte und Beschreibung
Das zweigeschossige Wohnhaus mit Apotheke wurde im Jahr 1890 gebaut und am 2. Februar 1891 hat Ferdinand Calckhof die Buchholzer Apotheke eröffnet. Der verputzte Backsteinbau unter flachem Satteldach ist geschmückt mit klassizistischem Stuckdekor. Die Putzquaderung im Erdgeschoss, die Fassung des Mitteleingangs und der flankierenden Fenster in Lisenen, die reichen Fensterrahmungen im Obergeschoss und das abschließende Konsolgesims sind typisch für ein Haus in vorstädtischen Orten.
Seit dem Anfang ist im Erdgeschoss die Buchholzer Apotheke untergebracht und im Obergeschoss dienten die Zimmer ursprünglich als Wohnung des Apothekers. Im Jahr 1949 kaufte Martin Kuenen von der Witwe Calckhof die Apotheke. Sieben Jahre später wurde sie eine städtische Einrichtung. Kurz vor der Wende wurde im Jahr 1988 die Fassade wiederhergestellt.